# Castelo (Incio)
Castelo (llamada oficialmente San Tomé de Castelo de Somoza) es una parroquia y una aldea española del municipio de Incio, en la provincia de Lugo, Galicia.

## Otras denominaciones
La parroquia también es conocida por los nombres de San Tomé de Castelo y Santo Tomé de Castelo.

## Límites
Limita con las parroquias de Vila de Mouros al norte, Bardaos y San Julián de Bardaos al este, Vilasouto al sur, y Noceda al oeste.

## Organización territorial
La parroquia está formada por dos entidades de población:
- Castelo
- Veiga

## Demografía

### Parroquia
| Gráfica de evolución demográfica de Castelo (parroquia) entre 2000 y 2020 |
|                                                                           |
| Datos según el nomenclátor publicado por el INE.                          |

### Aldea
| Gráfica de evolución demográfica de Castelo (aldea) entre 2000 y 2020 |
|                                                                       |
| Datos según el nomenclátor publicado por el INE.                      |